# Tupaia chrysogaster
La tupaia dal ventre dorato (Tupaia chrysogaster Miller, 1903) è una specie di tupaia diffusa in Indonesia, dove colonizza gli ambienti di foresta tropicale, essendo un animale semiarboreo.
Lunga una trentina di centimetri, di cui almeno metà di coda, deve il nome al ventre giallo brillante: per il resto, la sua conformazione è molto simile a quella delle altre tupaie, col muso appuntito, i grandi occhi, le orecchie reniformi, le zampe dal pollice opponibile.
Ha dieta insettivora, ma integra volentieri i pasti con frutta o bacche.
Si pensa sia un animale monogamo e che, come le altre tupaie, partorisca tre cuccioli.